# Église Saint-Jean-Baptiste de Fleurey-sur-Ouche
Pour les articles homonymes, voir Église Saint-Jean-Baptiste.
Église Saint-Jean-Baptiste de Fleurey-sur-Ouche, est une église paroissiale, de style transitoire, entre roman, et gothique. Elle est située au bourg, située rue de l'Église, sur la paroisse et commune de Fleurey-sur-Ouche.

## Description

### Architecture
Longue de 28 m, large de 11,50 m et haute de 10 m sous clef, l'église, construite sur le plan d'une croix latine (selon un axe faiblement incliné vers la gauche) avec transept non saillant portant le clocher en son centre.

### Nef
Dans la nef, à gauche, le premier pilier en entrant est décoré par un tableau de 1670 illustrant la visitation de la Vierge et par une statue de saint Jean-Baptiste en bois peint du XVIIe. Le saint, plusieurs fois représenté dans l'édifice vu qu'il lui a donné son vocable, est ici présenté traditionnellement, vêtu d'une peau de chameau et accompagné d'un agneau à ses pieds se tenant comme un chien faisant le beau.
Au deuxième pilier, sont suspendus un tableau montrant Jésus au Temple à l'âge de 12 ans, ainsi que le Christ portant la croix.
Au troisième pilier est fixé saint Joseph.
À droite, le premier pilier en entrant est décoré par un tableau de 1671 illustrant la présentation de Marie au Temple et par une statue, en bois peint du XVIIe, de sainte Barbe avec sa tour.
Au deuxième pilier, sont suspendus un tableau montrant Jésus remettant les clés du Royaume des Cieux à Pierre (Confession de Césarée), ainsi qu'une statue du XVIIe siècle, en bois mais de peinture récente, de sainte Anne. La sainte est représentée plusieurs fois dans l'édifice, sans qu'à ce jour une explication en ait pu être trouvée.
Au troisième pilier est fixé saint Jean-Baptiste. Cette statue, comme celle qui lui fait face (saint Joseph), est en terre cuite, date environ de 1850, et fut couverte de peinture blanche dès 1851 jusqu'au jour où la chanoine Carlet en entreprit le décapage
Au centre, contre la croisée du transept, et à hauteur des voûtes, est suspendu un Christ en croix, datant de 1841.

### Transept
La croisée du transept, constituée de 4 piliers et 4 arcs égaux (ogives chanfreinées), supporte le clocher. Une ouverture fut pratiquée en 1822 dans la voûte du bras nord du transept pour installer les cloches. 

### Chœur
À l'avant du pilier gauche (à l'entrée du chœur), est fixée la statue de saint Denis. En pierre, datant des années 1500, à l'origine polychrome puis peinte en blanc en 1851 comme celles en terre cuite de saint Jean-Baptiste et de saint Joseph, elle fut décapée en 1940 par le chanoine Charlet. Des traces de polychromie sont encore visibles sur le manteau de saint Denis.
Face à lui, le pilier gauche commun avec la nef est décoré par la statue de sainte Catherine avec son attribut (la roue de son supplice).

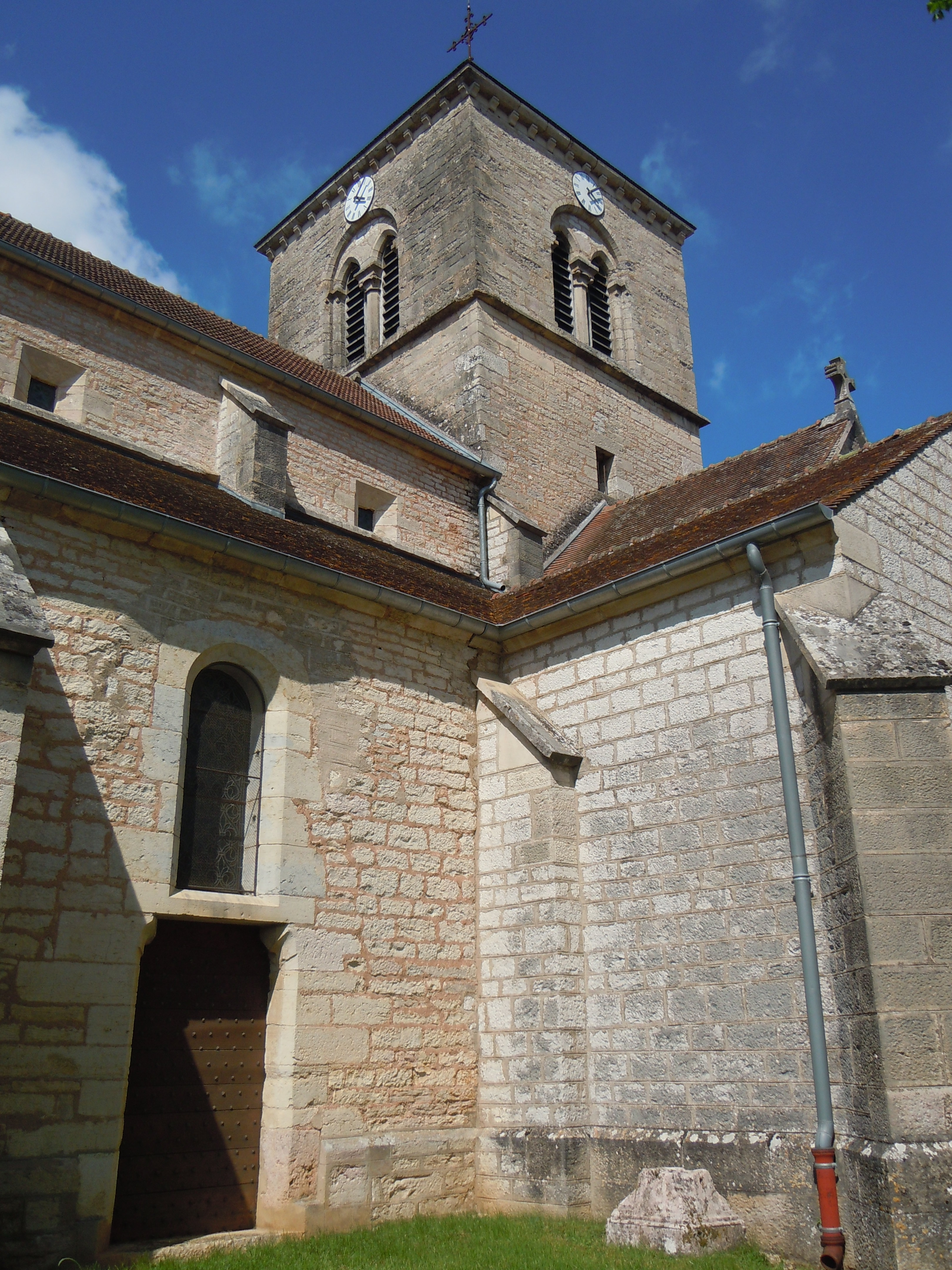
Vue du clocher

### Le Clocher
Une tourelle abritant l'escalier menant au clocher s'ouvre sur le côté nord du transept.
Il est de style roman avec ouverture double sur chaque face.

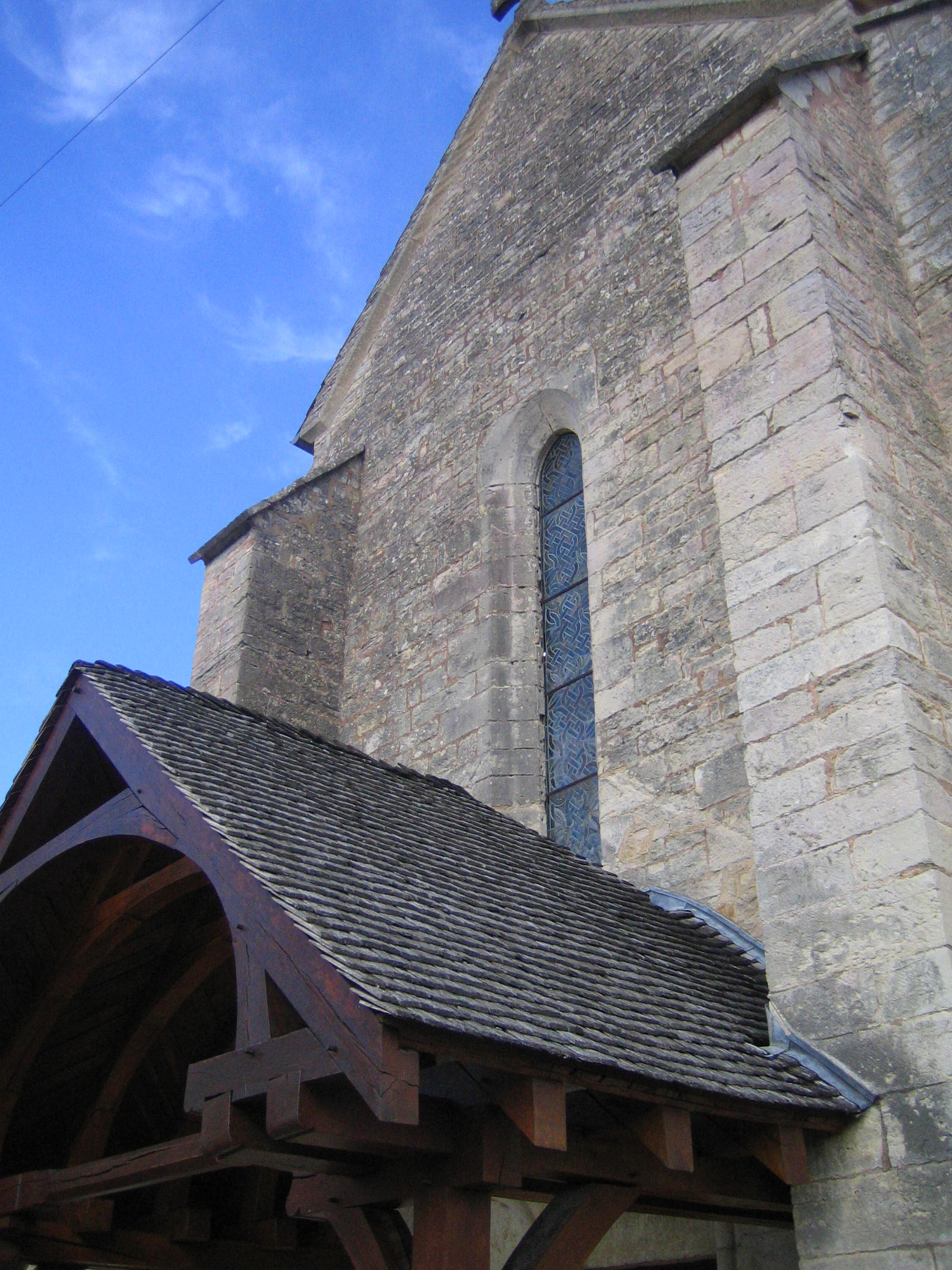
Détail de la façade Ouest de l'église Saint Jean-Baptiste.

#### Les Cloches
Le clocher, possédait trois cloches avant La Révolution. Il n'en subsiste que deux de nos jours. Elles furent descendues le 19 septembre 1793 à destination de la fonderie. Le 16 février 1796, une seule fut remise en place et le curé eut à faire face aux remarques et plaintes de la municipalité qui se plaignait que les signes extérieurs du culte fussent rétablis.
Le 28 mai 1822, le maire écrit au Préfet, car la cloche étant cassée les sons se faisaient de plus en plus faibles et qu'il était dangereux de continuer de carillonner. Le 1er juillet de la même année, un accord fut conclu avec le fondeur de Dijon, monsieur Lefort qui refit la cloche cassée. Elle fut bénite par le curé François Faivre en 1823. Un seconde cloche fut d'ailleurs installée à la même époque.

## Sépultures
En 1996, à l'occasion de travaux d'installation du chauffage, il fut procédé à des fouilles sur 2 sites à l'intérieur de l'église (côté nord). Le site no 1 (le plus à l'est, près de l'escalier) révéla la sépulture de 3 personnes (dont un enfant d'environ 10 ans), datant approximativement de la période allant du XIVe au XVIe siècle, l'inhumation dans des cercueils de bois, des épingles et une quarantaine de pièces de monnaie. Le site no 2 (plus à l'ouest) a permis de découvrir 2 sarcophages mérovingiens pouvant dater du VIIe siècle. Dans celui trouvé sans couvercle, avaient été inhumées 2 personnes. Le sarcophage muni d'un couvercle de pierre, dans lequel un seul individu avait été enseveli et où fut trouvée une boucle de ceinturon en fer, est désormais exposé dans l'église. Ses parois et son couvercle sont décorés de stries longitudinales.

## Triptyque
Le triptyque, présente le blason de la Maison des Bouthillier de Chavigny, qui a fourni au XVIIe siècle, quatre abbés à l'Abbaye Notre-Dame d'Oigny, de l'Ordre de Saint-Augustin.

## Protection
L'église Saint-Nicolas est inscrite à l'inventaire des monuments historiques depuis 1983